# Fabales
Fabales este un ordin de plante angiosperme, care cuprinde atât forme lemnoase cât și erbacee. Speciile din aceste ordin, în special cele cultivate, sunt cunoscute mai ales ca leguminoase.

## Caracterele generale
- Frunze stipelate, compuse, rareori simple cu dispoziție alternă
- Florile 
  -     - grupate în infloreșcențe racemoase;
    - frecvent bisexuate;
    - prezintă simetrie predominant zigomorfă;
    - învelișul floral pentamer, dialipetal, rar gamopetal

  - Androceul
    - frecvent dialistemon, rar polistemon sau oligostemon.

  - Gineceul monocarpelar, unilocular și cu poziție superioară. Rar conține două sau mai multe carpele
- Fructul este o păstaie. Plantele din acest ordin se caracterizează prin omogenitatea tipului de fruct. Păstaia prezintă forme și mărimi variate.
- Semințele 
  - Număr. Numeroase
  - Embrionii prezintă două cotiledoane mari ce prezintă în cantitate mare substanțe de rezervă (amidon și proteine)